# Jelena Đurović
Jelena Đurović (en serbio: Јелена Ђуровић; Belgrado, 13 de julio de 1973) es una periodista, escritora y activista política serbia de origen judío montenegrino. Jelena es la vicepresidenta de la Comunidad Judía de Montenegro, y  miembro de la Directiva del Consejo Nacional Montenegrino en Belgrado, Serbia.

## Vida personal
Đurović nació en Belgrado, Yugoslavia, hija de un padre montenegrino y una madre de origen judío. Su bisabuela materna, Serafina, era sobrina de Lotika Zellermeier, quien fue la inspiración para la novela del Premio Nobel Ivo Andrić Un Puente sobre el Drina.
Jelena Đurović está casada con Tomica Orešković, descendiente del héroe partisano croata de la Segunda Guerra Mundial Marko Orešković, desde el 31 de enero de 2008.

## Periodismo
Entre 1994 y 1995 trabajó en una de las estaciones de radio más populares de Belgrado, Studio B, como productora y conductora del programa semanal "Time In", patrocinado por Soros Fund Yugoslavia.  Desde octubre de 2005 es la autora y editora del blog "AgitPop". El lema del blog es una cita de la carta escrita en Viena por Sigmund Freud a Albert Einstein en septiembre de 1932: "Mientras tanto, podemos descansar con la seguridad de que cualquier desarrollo cultural también trabaja en contra de la guerra...". Al mismo tiempo, Đurović escribe para varios diarios y revistas serbios formó parte del equipo editorial de la primera estación radiofónica de Serbia a través de internet, "Novi Radio Beograd".

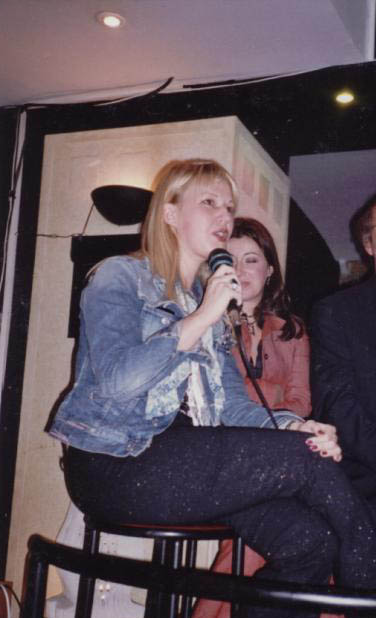
Jelena Đurović hablando sobre su novela "Kingdom", Belgrado, noviembre de 2004.

Desde enero de 2011 Jelena es fundadora y redactora jefe del portal web Agitpop.me.
Desde marzo de 2013, su programa radiofónico Agitpop es retransmitido por la estación de radio nacional de Serbia B92.

## Carrera literaria
Jelena es egresada de la Universidad de Artes de Belgrado, con una licenciatura en Teatro y Producción Radiofónica. Su tesis de grado, , "Teatro en la sombra del patíbulo" ("Pozornica u senci vešala") exploró las políticas de la programación teatral en Belgrado durante el gobierno de Slobodan Milošević. Durante el bombardeo de la OTAN sobre Yugoslavia en 1999, Jelena vivía en Budapest, Hungría, donde inició su trabajo en su novela "Kraljevstvo", la cual fue publicada en noviembre de 2003, con extractos de la misma publicados en el libro Voices from the faultline, A Balkan Anthology.

### Estilo literario
El escritor estadounidense Bret Easton Ellis es una de las mayores influencias en el estilo de Đurović, así como el cineasta danés Lars von Trier, así como el escritor croata Slobodan Šnajder, conocido como "El Fausto Croata". A pesar de considerarse una persona secular, sus obras siempre tocan enseñanzas cabalísticas y siempre hace énfasis en sus raíces judías.

### Kraljevstvo
"Kraljevstvo" (Reino) es el libro que elabora la influencia de acontecimientos históricos en la vida de una persona. Juega con tres secuencias y utiliza una aproximación fragmentaria, pero la idea básica, es la comprensión del arte. La trama del libro pasa por las nueve fechas más importantes en la historia de Yugoslavia.

### 30. februar
En octubre de 2011, publicó en Belgrado su segunda novela, "30. februar" (30 de febrero). Es una historia de amor de ciencia ficción que aborda la situación actual en Serbia, a través del punto de vista de 4 personajes, todos jóvenes profesionales que viven en Belgrado. Cada uno de ellos ofrece su visión del mismo conjunto de acontecimientos que, finalmente, llevan a la exposición de la corrupción de las élites políticas y empresariales serbias. Al mismo tiempo, esta novela da el cuadro siniestro de situación de desesperanza con la que luchan los jóvenes profesionales serbios.